# Graptemys gibbonsi
Graptemys gibbonsi is een schildpad uit de familie moerasschildpadden (Emydidae).

## Naam en indeling
De wetenschappelijke naam van de soort werd voor het eerst voorgesteld door Jeffrey E. Lovich & Clarence John McCoy in 1992. De soortaanduiding gibbonsi is een eerbetoon aan de herpetoloog J. Whitfield Gibbons, die verbonden is aan de University of Georgia.

## Uiterlijke kenmerken
De maximale rugschildlengte is ongeveer 29,5 centimeter, de mannetjes blijven echter twee keer zo klein. Het schild is sterk koepelvormig, op het midden van het schild is een duidelijke lengtekiel aanwezig die een donkere tot zwarte kleur heeft. Deze zwarte kleur kan bij oudere exemplaren vervagen of zelfs geheel ontbreken. De bovenzijde van de wervelschilden hebben een stekel-achtige punt, vooral aan de voorzijde van het schild. De marginaalschilden hebben een gele, l-vormige vlek een de randen en een oog-achtige vlek in het midden. Het buikschild heeft een lichtgele kleur met donkere naden tussen de buikschilden.
De poten en kop zijn groen tot bruin en hebben een gele tot groengele strepentekening. Boven op de kop is een langwerpige gele vlek aanwezig evenals een gele vlek achter ieder oog. De vrouwtjes zijn van de mannetjes te onderscheiden doordat ze aanzienlijk groter worden en daarnaast een veel grote kop hebben, met name de kaakspieren zijn sterk ontwikkeld.

## Levenswijze
Graptemys gibbonsi is een carnivoor, de mannetjes leven voornamelijk van insecten waaronder schietmotten, de vrouwtjes maken daarnaast ook slakken en tweekleppigen buit. De vrouwtjes worden na ongeveer vijftien tot twintig jaar geslachtsrijp, de mannetjes zijn waarschijnlijk al na vier jaar bereid om te paren. De vrouwtjes zetten gemiddeld ongeveer 8 eieren per legsel af, de pas uitgeslopen juvenielen hebben een schildlengte van ongeveer vier centimeter.

## Beschermingsstatus
Door de internationale natuurbeschermingsorganisatie IUCN is de beschermingsstatus 'bedreigd' toegewezen (Endangered of EN).

## Verspreiding en habitat
Graptemys gibbonsi is endemisch in de Verenigde Staten en komt alleen voor in de staat Mississippi. De habitat bestaat uit grotere rivieren met een modderige of korrelige bodem, niet zelden in snelstromende wateren waar veel schildpadden juist een hekel aan hebben. Deels ondergedoken objecten in het water worden gebruikt om te zonnen. De Engelstalige naam Pascagoula River Turtle is vernoemd naar de Pascagoula rivier, waar de schildpad voorkomt.